# Awtandił Koridze
Awtandił Gieorgijewicz Koridze (gruz. ავთანდილ ქორიძე; ros. Автандил Георгиевич Коридзе; ur. 15 kwietnia 1935 w Tbilisi, zm. 11 kwietnia 1966 w Terdżoli) – radziecki zapaśnik walczący w stylu klasycznym. Złoty medalista olimpijski z Rzymu 1960, w kategorii do 67 kg.
Mistrz świata w 1961 roku.
Wicemistrz ZSRR w 1957 i 1960; trzeci w 1958 roku. Zginął w wypadku samochodowym wraz z Romanem Dżeneladze, medalistą olimpijskim z 1956.